# هامور خط شکسته
هامور خط شکسته
نام علمی گونه:
(Epinephelus epistictus(Temminck & Schlegel،۱۸۰۲
نام علمی مترادف:
Epinephelus praeopercularis Boulenger،۱۸۸۷
نام انگلیسی:
Broken –line grouper
نام فارسی: هامور خط شکسته
اندازه : حداکثر اندازه بدن تا ۸۰ سانتیمتر می‌رسد.
مشخصات : بدن نسبتاً کشیده‌است و باله پشتی دارای ۱۱ شعاع سخت و ۱۴ تا ۱۵ شعاع نرم، باله مخرجی دارای ۳ شعاع سخت و ۸ شعاع نرم می‌باشد و باله دمی در ماهیان بالغ تخت و در ماهیان جوان گرد می‌باشد. روی خط جانبی دارای ۱۰۵ تا ۱۲۷ فلس مشاهده می‌شود. رنگ بدن خاکستری یا خرمایی کمرنگ و در انواع جوان سه خط تیره طولی در هر طرف بدن دیده می‌شود. روی بخش پائینی اولین کمان آبششی دارای ۱۴ تا ۱۷ خار آبششی می‌باشد.
زیست‌شناسی : در آبهای نزدیک بستر آب در اعماق ۹۰ تا ۲۹۰ متری زیست نموده و از سخت پوستان و ماهیان ریز تغذیه به عمل می‌آورد.

## نامهای مورد استفاده در جنوب ایران
وسایل صید: گرگور، قلاب دستی، ترال کف، رشته قلاب طویل